# Cristóbal de Mendoza Orellana
Nota: se procura o navegador português veja Cristóvão de Mendonça.
Cristóbal de Mendoza Orellana, conhecido no Brasil como Cristóvão de Mendonça ou Cristóvão de Mendoza (Santa Cruz de la Sierra, c. 1590 — Caxias do Sul, 26 de abril de 1635), foi um padre Jesuíta que trabalhou nas missões sul-americanas no século XVII.
Descendia das famílias fundadoras de Santa Cruz, Manrique de Lara e Orellana. Por oposição do pai, teve que esperar até a maioridade para entrar na Companhia de Jesus, onde foi ordenado em 1630. Foi o introdutor do gado na região das missões e foi o fundador da redução de São Miguel Arcanjo no Rio Grande do Sul.  Foi martirizado em um ataque de índios caingangue em torno de 1635 na região do Campo dos Bugres, atual Caxias do Sul, sendo seu corpo jogado dentro de uma fonte, e diz a lenda que a água se tornou azul desde então. A fonte de água azul, como é conhecida, fica em Santa Lúcia do Piaí.